# Ischys
Ischys (gr.:Ίσχυς, Ischys) – syn Elatosa, mąż Koronis. Postać z mitologii greckiej.
Ischys był synem Elatosa władcy Arkadii i Laodike, córki króla Cypru Kinyrasa. Miał siostrę Kajnis i czterech braci Ajpytosa, Kyllena, Stymfalosa i Pereusa. W tradycji tesalskiej Ischys bywa uważany za syna Elatosa z Larisy, sobowtóra arkadyjskiego władcy.
Ischys poślubił córkę króla Flegyasa, Koronis, choć ta spodziewała się dziecka ze związku z Apollinem, Asklepiosa. Koronis obawiała się podobno, że bóg porzuci ją, gdy się zestarzeje. Apollo zabił za to przewinienie Ischysa, a Koronis zabiła strzała Artemidy. Czasami wybrany Koronis bywa nazywany Alkioneusem.